# Томиловичи
Томиловичи — посёлок в Жуковском районе Брянской области, в составе Шамординского сельского поселения. 
 Расположен в 4 км к северо-западу от деревни Шамордино, в 1 км к югу от деревни Задубравье. Население — 2 человека (2010).

## История
Возник в начале XX века. До 1954 года входил в Шамординский сельсовет, в 1954—2005 гг. — в Дятьковичский сельсовет.
| Годы      | 1926 | 1979 | 1989 | 2002 | 2010 |
| --------- | ---- | ---- | ---- | ---- | ---- |
| Население | 92   | 13   | 6    | 2    | 2    |